# Matthew Goss
Pour les articles homonymes, voir Goss.
Matthew Harley Goss (né le 5 novembre 1986 à Launceston en Tasmanie) est un coureur cycliste australien professionnel de 2007 à 2016. Il devient professionnel en 2007 dans l'équipe CSC. Il est membre entre 2012 et 2014 de l'équipe Orica-GreenEDGE. Il a notamment remporté Milan-San Remo en 2011, Paris-Bruxelles en 2009, le Grand Prix de Plouay 2010 et deux étapes du Tour d'Italie, une en 2010 et l'autre en 2012.

## Biographie

### 2005: des débuts sur la piste
Jeune, Goss s'illustre d'abord sur la piste. Deux fois champion d'Australie de poursuite par équipes, il remporte la médaille de bronze de la même discipline aux championnats du monde en 2005, puis la médaille d'or aux championnats du monde 2006, avec Peter Dawson, Mark Jamieson et Stephen Wooldridge. 

### 2006: passage sur la route
Parallèlement à ces succès sur la piste, Goss lance sa carrière sur route dans l'équipe australienne Southaustralia.com-AIS. Avec cette équipe, il participe à des courses de jeunes et de deuxième classe en Europe. Il acquiert six victoires : le Gran Premio della Liberazione, prisé des sprinteurs, une étape du Tour de Thuringe, du Tour des régions italiennes, courses réservées aux moins de 23 ans, du Baby Giro (moins de 26 ans), et deux étapes du Tour de Navarre. En août, il termine deuxième de la première étape du Tour de Grande-Bretagne et s'empare de la première place du classement général le lendemain, grâce aux bonifications obtenues lors des sprints intermédiaires. Il doit cependant abandonner le lendemain en raison d'une blessure au genou. Durant cette compétition, il est recruté par l'équipe ProTour CSC, avec laquelle il signe un contrat de trois ans.

### 2007-2009: passage au haut-niveau prometteur chez CSC / Saxo Bank
Au cours de ses deux premières années professionnelles avec l'équipe CSC, il remporte deux étapes du Tour de Grande-Bretagne entre 2007 et 2008 et deux étapes du Herald Sun Tour en 2008. Il termine également deuxième du Commerce Bank International Championship et troisième du Delta Profronde. Il met ainsi en évidence ses qualités de sprinteur, mais prouve aussi qu'il est à l'aise sur des terrains plus sélectifs, terminant troisième de la semi-classique pavée belge Kuurne-Bruxelles-Kuurne en 2008. Il confirme en 2009 en remportant la semi-classique Paris-Bruxelles, deux étapes du Tour de Wallonie et finit troisième de Gand-Wevelgem.

### 2010-2011: victoire sur Milan-San Remo chez HTC

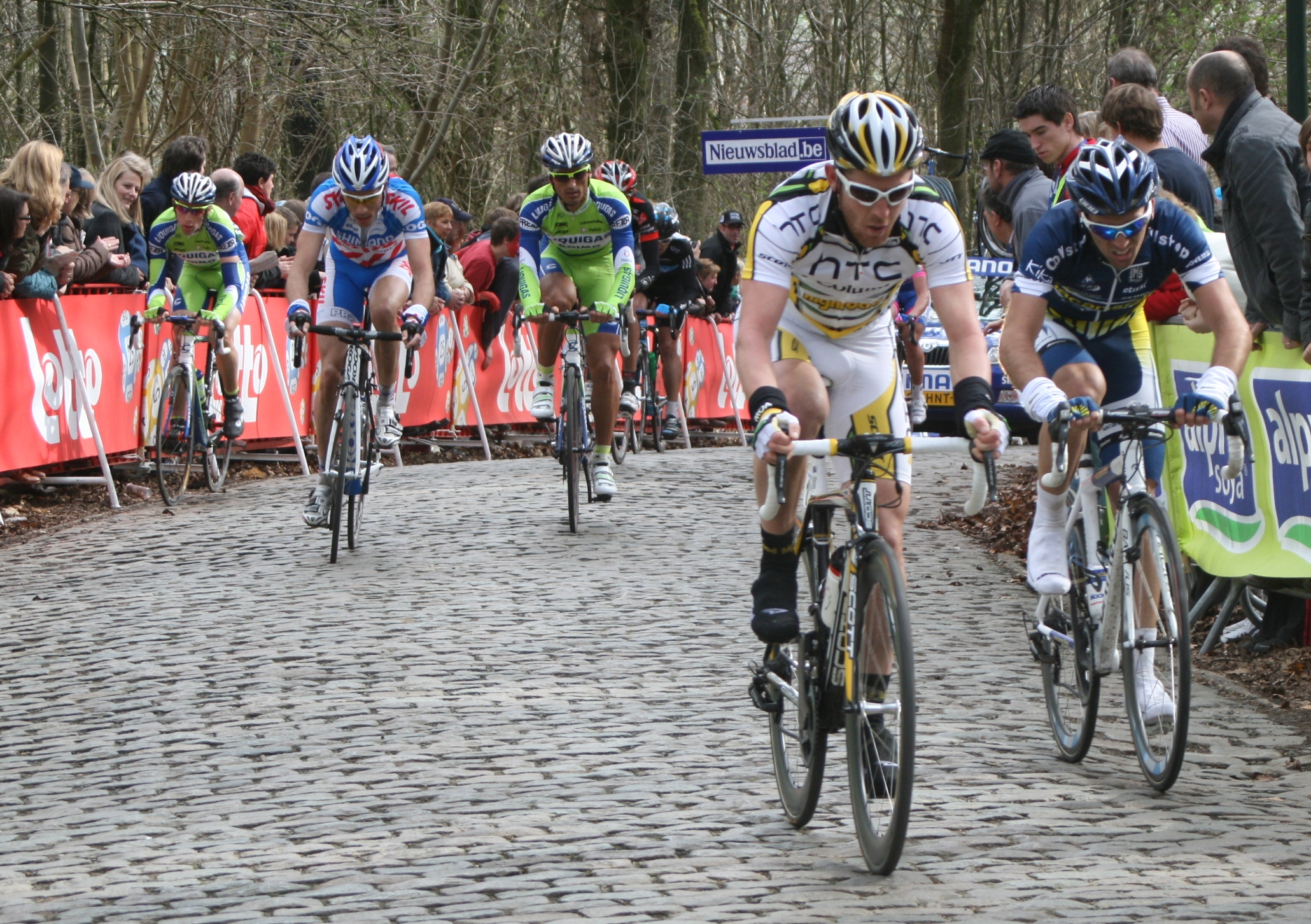
Matthew Goss lors du Gand-Wevelgem 2010.

Matthew Goss signe pour la saison 2010 dans l'équipe américaine HTC-Columbia. Il y emmène les sprints des deux leaders de l'équipe dans cet exercice, Mark Cavendish et André Greipel. Il aide ainsi Greipel à remporter le Tour Down Under en début de saison. Lors des classiques flandriennes, il est d'abord considéré par son directeur sportif Tristan Hoffman comme l'un des leaders de l'équipe avec Bernhard Eisel, Marcel Sieberg et Hayden Roulston. Eisel, vainqueur de Gand-Wevelgem, est ensuite désigné leader. Goss se classe 16e de Gand-Wevelgem, après avoir figuré dans le groupe de tête avec Eisel, et est également dans un groupe d'échappés lors de Paris-Roubaix. En mai, il participe au Tour d'Italie où il est chargé de lancer les sprints d'André Greipel. Celui-ci ne semble cependant pas dans sa meilleure forme. Goss remporte la 9e étape en battant au sprint Filippo Pozzato et Tyler Farrar. Il considère ce succès comme le plus beau de sa carrière. Un mois plus tard il remporte le difficile et long Philadelphia International Championship, semi-classique américaine. En août, il gagne le Grand Prix de Plouay, épreuve du calendrier mondial, où il bat à nouveau Tyler Farrar dans un sprint massif. Puis, il remporte la première étape du Tour d'Espagne, un contre-la-montre par équipes avec l'équipe HTC-Columbia.
Il débute 2011 avec une victoire sur la Jayco Bay Cycling Classic, une course à étapes par points pour Australiens dont il remporte en outre deux étapes, le Classic Cancer Council et la première étape du Tour Down Under, dont il termine 2e. Il participe ensuite au Tour d'Oman où il gagne une étape et à Paris-Nice (vainqueur d'une étape également). Mi-mars, il remporte la classique Milan-San Remo devant Fabian Cancellara et Philippe Gilbert en réglant un groupe de huit coureurs. Il devient le premier non-européen à gagner cette classique et le premier vainqueur de la Primavera du XXIe siècle à avoir fait Paris-Nice auparavant. Il remporte ensuite la 8e étape du Tour de Californie, termine 8e de la London-Surrey Cycle Classic et surtout 2e du championnat du monde.
Son équipe HTC-Highroad cessant à la fin de la saison 2011, il annonce en septembre 2011 son départ pour l'équipe GreenEDGE, où il se dit « prêt pour le rôle de leader ».

### 2012-2015: GreenEDGE / Orica-GreenEDGE
En avril, Goss s'adjuge la classification aux points du Tour de Turquie. Il n'y gagne aucune étape, mais passe bien près lors de la quatrième, où Mark Renshaw de la Rabobank le coiffe sur la ligne par un cheveu. Il ajoute une victoire de prestige à son palmarès au Tour d'Italie, prenant la troisième étape dans un final marqué par une chute causée par le sprinter italien Roberto Ferrari. Plusieurs coureurs se retrouvent sur le bitume, incluant Mark Cavendish. Goss se retire du Giro après avoir enregistré la sixième place de l'étape 13, expliquant vouloir se préparer pour ses deux objectifs principaux de la saison, le Tour de France et la course sur route des Jeux olympiques de Londres. Pendant La Grande Boucle, Goss livre bataille à Peter Sagan pour la classification aux points, mais il fait un grand pas en arrière lors de la douzième étape. Alors qu'il file vers la ligne, il commet un écart sur sa gauche et accroche Sagan, et se voit décerner une pénalité de 30 points pour avoir sprinté de façon dangereuse. Il prend finalement la troisième place de la course pour le maillot vert à la fin du Tour, derrière Sagan et l'Allemand André Greipel.

### 2016: ONE
Fin 2015, il signe un contrat en faveur de l'équipe continentale anglaise ONE. En manque de motivation, il met un terme à sa carrière à 30 ans, à l'issue de la saison.

## Palmarès sur piste

### Championnats du monde
- Los Angeles 2005
  -  Médaillé de bronze de la poursuite par équipes (avec Ashley Hutchinson, Mark Jamieson et Stephen Wooldridge)
- Bordeaux 2006
  -  Champion du monde de poursuite par équipes (avec Peter Dawson, Mark Jamieson et Stephen Wooldridge)

### Championnats du monde juniors
- 2004
  -  Champion du monde de poursuite par équipes (avec Simon Clarke, Michael Ford et Miles Olman)
  -  Champion du monde de l'américaine (avec Miles Olman)

### Coupe du monde
- 2004-2005
  - 3e de la poursuite par équipes à Sydney
- 2005-2006
  - 1er de la poursuite par équipes à Moscou (avec Peter Dawson, Ashley Hutchinson et Mark Jamieson)

### Jeux du Commonwealth
- Melbourne 2006
  -  Médaillé d'argent de la poursuite par équipes

### Championnats de la Jeunesse du Commonwealth
- Bendigo 2004
  -  Champion de la Jeunesse du Commonwealth de la course aux points

### Championnats d'Australie
- Champion d'Australie de poursuite par équipes en 2005 et 2006 (avec Nathan Clarke, Mark Jamieson et Stephen Rossendell)

## Palmarès sur route

### Par année
| - 2002 - Champion d'Australie sur route (moins de 17 ans) - Champion d'Australie du critérium (moins de 17 ans) - 2004 - Champion de la Jeunesse du Commonwealth sur route - 2005 - 1re étape du Tour du Japon - 2006 - Gran Premio della Liberazione - 1re étape du Tour des régions italiennes - 2e et 3e étapes du Tour de Navarre - 3e étape du Baby Giro - 2e de la Coppa Città di Asti - 2e du Trophée de la ville de Brescia - 3e de Vicence-Bionde - 2007 - Eindhoven Team Time Trial (avec l'équipe CSC) - 3e étape du Tour de Grande-Bretagne 2007 - 2e de la Commerce Bank International Championship - 3e du Delta Profronde - 2008 - 2e étape du Tour de Grande-Bretagne 2008 - 1re étape du Herald Sun Tour - 3e de Kuurne-Bruxelles-Kuurne - 2009 - Paris-Bruxelles - 3e et 5e étapes du Tour de Wallonie - 2e du Grand Prix de Denain - 3e de Gand-Wevelgem - 2010 - Grand Prix de Plouay - 9e étape du Tour d'Italie - Philadelphia International Championship - 1re étape du Tour du Danemark - 1re étape du Tour d'Espagne (contre-la-montre par équipes) | - 2011 - Jayco Bay Classic : - Classement général - 1re et 4e étapes - Cancer Council Helpline Classic - 1re étape du Tour Down Under - 2e étape du Tour d'Oman - 3e étape de Paris-Nice - Milan-San Remo - 8e étape du Tour de Californie - 2e du championnat d'Australie sur route - 2e du Tour Down Under - Médaillé d'argent au championnat du monde sur route - 2012 - 1reétape de Tirreno-Adriatico (contre-la-montre par équipes) - 3e étape du Tour d'Italie - 4e du Grand Prix de Plouay - 2013 - 2e étape de Tirreno-Adriatico - 4e étape du Tour de France (contre-la-montre par équipes) - 2e de la People Choice's Classic - 2014 - 2e étape de la Mitchelton Bay Classic |  |

### Résultats sur les grands tours

#### Tour de France
3 participations
- 2011 : 142e
- 2012 : 120e
- 2013 : 152e, vainqueur de la 4e étape (contre-la-montre par équipes)

#### Tour d'Italie
4 participations
- 2009 : 131e
- 2010 : abandon (15e étape), vainqueur de la 9e étape
- 2012 : non-partant (14e étape), vainqueur de la 3e étape
- 2013 : abandon (16e étape)

#### Tour d'Espagne
2 participations
- 2010 : 138e, vainqueur de la 1re étape (contre-la-montre par équipes)
- 2011 : abandon (2e étape)

### Classements mondiaux
En 2005, l'UCI ProTour et les circuits continentaux sont créés, ayant chacun leur classement. De 2005 à 2008, le classement de l'UCI ProTour classe les coureurs membres d'équipes ProTour en fonction des points qu'ils ont obtenus lors des courses du calendrier UCI ProTour, soit 28 courses en 2005, 27 en 2006, 26 en 2007. En 2008, le calendrier du ProTour est réduit à 15 courses en raison du conflit entre l'UCI et les organisateurs de plusieurs courses majeures. Les trois grands tours, Paris-Roubaix, la Flèche wallonne, Liège-Bastogne-Liège, le Tour de Lombardie, Tirreno-Adriatico et Paris-Nice ne sont donc pas pris en compte dans le classement ProTour 2008. En 2009 et 2010, un « classement mondial UCI » remplace le classement ProTour. Il prend en compte les points inscrits lors des courses ProTour et des courses qui n'en font plus partie, regroupées dans un « calendrier historique », soit au total 24 courses en 2009 et 26 en 2010. Ce nouveau classement prend en compte les coureurs des équipes continentales professionnelles. En 2011, l'UCI ProTour devient l'UCI World Tour et reprend dans son calendrier les courses qui l'avaient quitté en 2008. Il comprend 27 courses en 2011.
Matthew Goss apparaît pour la première fois au UCI ProTour en 2006. Il obtient son meilleur classement en 2011 : 18e.
| Année                                 | 2005 | 2006 | 2007 | 2008 | 2009 | 2010 | 2011 | 2012 | 2013 | 2014 | 2015 |
| ------------------------------------- | ---- | ---- | ---- | ---- | ---- | ---- | ---- | ---- | ---- | ---- | ---- |
| UCI ProTour                           | nc   | nc   | 105e | nc   |      |      |      |      |      |      |      |
| Calendrier mondial                    |      |      |      |      | 78e  | 46e  |      |      |      |      |      |
| UCI World Tour                        |      |      |      |      |      |      | 18e  | 44e  | 119e | 187e |      |
| UCI Asia Tour                         | 106e | nc   |      |      |      |      |      |      |      |      | nc   |
| UCI America Tour                      | nc   | nc   |      |      |      |      |      |      |      |      | 447e |
|                                       |      |      |      |      |      |      |      |      |      |      |      |
| Légende : nc = non classéSource : UCI |      |      |      |      |      |      |      |      |      |      |      |